# Антоний (Панкеев)
Епи́скоп Анто́ний (в миру Васи́лий Алекса́ндрович Панке́ев; 1 января 1892, село Садовое, Херсонский уезд, Херсонская губерния — 1 июня 1938, Благовещенск, Амурская область) — епископ Православной российской церкви, епископ Белгородский.
Прославлен в Соборе новомучеников и исповедников Российских как священномученик в августе 2000 года.

## Биография
Родился 1 января 1892 года в селе Садовом Херсонского уезда Херсонской губернии в семье священника Александра Панкеева.
В 1912 году Василий окончил по первому разряду Одесскую духовную семинарию и поступил в Киевскую духовную академию. Между Киевской и Петроградской академиями состоялся обмен студентами, и Василий Панкеев был определён на III курс Петроградской духовной академии.

### Иеродиакон
10 января 1915 года епископом Ямбургским Анастасием (Александровым) студенты III курса академии Василий Панкеев и Владимир Белобабченко были пострижены в иночество с наречением им имен Антония и Феодосия. 17 января рукоположён в сан иеродиакона.
В феврале того же года по ходатайству члена Государственной Думы священника Александра Альбицкого, с благословения митрополита Петроградского и Ладожского Владимира (Богоявленского), иеродиакон Антоний отправился на фронт для совершения богослужений и удовлетворения духовных нужд раненых и больных воинов. Он служил вместе со священником Александром Альбицким в походной церкви при одном из четырёх оборудованных Всероссийским национальным союзома передовых санитарно-питательных отрядов, находившихся под покровительством Государя.

### Священническое служение
В мае 1915 года иеродиакон Антоний приехал в Петроград. 24 мая в храме Рождества Пресвятой Богородицы при Василеостровском городском начальном училище епископ Анастасий (Александров) рукоположил его во иеромонаха.
После рукоположения иеромонах Антоний уехал на фронт в качестве настоятеля одной из походных церквей Всероссийского национального союза.
26 января 1917 года за безупречное исполнение пастырских обязанностей на фронте он был удостоен ордена святой Анны 3-й степени.
Из-за службы в действующей армии учебные занятия пришлось отложить, и учебный год оказался пропущенным. В 1917 году иеромонах Антоний все же окончил Петроградскую Духовную академию со степенью кандидата богословия.
По окончании академии иеромонах Антоний был направлен служить в город Одессу и здесь вскоре был возведен в сан игумена. В Одессе он стал преподавать в Одесской духовной семинарии до её закрытия новыми властями в 1920 году.
В 1922 году возник обновленческий раскол, и в июне 1923 года обновленческий митрополит Евдоким (Мещерский) вызвал игумена Антония к себе и сказал: «На следующий день будет твоя хиротония». Игумен Антоний растерялся, уступил натиску Евдокима и был хиротонисан обновленческими архиереями во епископа Херсонского, викария Одесской епархии.

### Епископ Мариупольский
Летом 1924 года принёс покаяние перед Патриархом Тихоном. 9 сентября 1924 года в храме Пимена Великого в Новых Воротниках был рукоположён во епископа Мариупольского, викария Екатеринославской епархии.

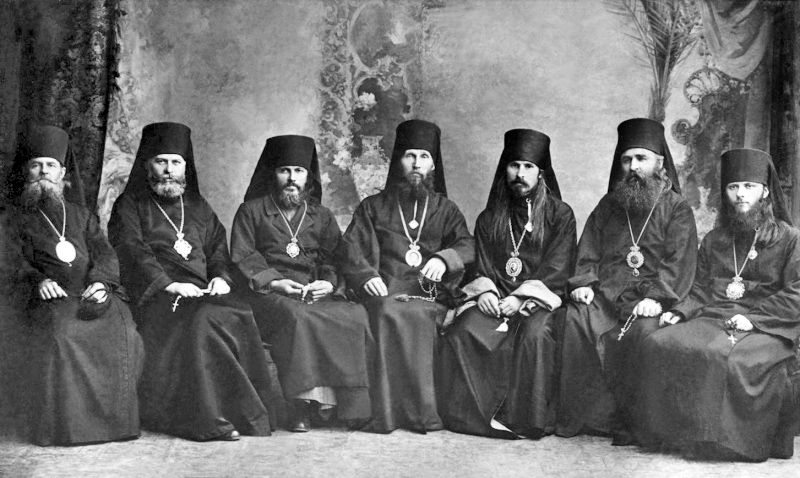
Слева направо: епископы Павел (Кратиров), Константин (Дьяков), Борис (Шипулин), Евгений (Зернов), Онуфрий (Гагалюк), Дамаскин (Цедрик), Антоний (Панкеев). Харьков 1924 год

В конце 1924 года епископ Антоний был арестован и сослан в Харьков, откуда продолжал управлять викариатством.
В 1935 году, отвечая на вопрос следователя, с кем из православных архиереев он общался в Харькове, епископ Антоний ответил, что хорошо знал и встречался с епископом Константином (Дьяковым), архиепископами Борисом (Шипулиным) и Онуфрием (Гагалюком), епископами Стефаном (Андриашенко), Макарием (Кармазиным), Павлом (Кратировым) и Дамаскином (Цедриком). Все они служили в одном храме и часто в дни церковных праздников собирались вместе у кого-нибудь в доме, обсуждали церковные вопросы, в том числе о расколах — григорианском и лубенском.
В сентябре 1926 года был арестован в Харькове и переправлен в Москву, где был помещён в Бутырскую тюрьму. Был приговорён трём годам заключения в Соловецкий лагерь особого назначения. В лагере был вновь осуждён, отправлен в ссылку, в Ленинградской пересыльной тюрьме заболел туберкулёзом лёгких, что задержало дальнейшую отправку. Отбыл три года ссылки в городе Енисейске.

### Епископ Белгородский
По окончании ссылки епископ Антоний обратился с просьбой о получении кафедры. Экзарх Украины митрополит Константин (Дьяков) благословил его обратиться к заместителю Патриаршего Местоблюстителя митрополиту Сергию (Страгородскому). Встретившись с митрополитом Сергием в Москве, владыка был назначен им на Белгородскую кафедру.
21 ноября 1933 года назначен епископом Белгородским; Белгородская епархия была образована тогда же из Белгородского викариатства Курской епархии.

### В тюрьмах и ссылках
25 февраля 1935 года был арестован. Против него лжесвидетельствовали обновленцы и григорианцы. Епископа Антония обвиняли в том, что он «будучи сам контрреволюционер, настроенный против существующего строя, как активный последователь „истинно-православной церкви“, в целях проведения контрреволюционной работы начал подбирать себе единомышленников из числа контрреволюционного духовенства из разных городов Советского Союза». «В результате в короткий период по приглашению Панкеева в Белгородскую епархию прибыло 15 человек священников… …создав таким образом сплоченную группу духовенства, Панкеев повел среди них работу, направленную к проведению сборов денежных средств для оказания помощи репрессированному духовенству… и их семьям… В целях подрыва экономического роста колхозов Панкеев давал указания священникам своей епархии под видом усиления пастырской деятельности среди верующих колхозников проводить контрреволюционную работу, направленную на отрыв колхозников от колхозных работ».
На допросах, начавшихся сразу после ареста, владыка держался мужественно, отказался признавать себя виновным и подписывать лжесвидетельства. 1 августа 1935 года НКВД объявил епископу Антонию, что следствие по его делу закончено. Владыка отказался признавать себя виновным и подписывать лжесвидетельства, не считая себя ни в коей мере виновным.
20 августа епископ Антоний написал заявление прокурору, потребовав, чтобы ему предоставили возможность ознакомиться со следственным делом. По поводу обвинений в принадлежности «истинно-православной церкви» написал: «В предъявленном мне обвинении виновным себя не признаю… Я принадлежу к церковному течению, возглавляемому митрополитом Сергием… В Белгородской епархии нет ни одного священника, принадлежащего к группе иосифовцев…».
11 сентября 1935 года специальная коллегия областного суда приговорила епископа Антония и благочинного протоиерея Митрофана Вильгельмского к 10 годам лишения свободы, священника Александра Ерошова и псаломщика Михаила Вознесенского — к 5 годам, священника Михаила Дейнеку — к 3 годам лишения свободы. Все они были отправлены на Дальний Восток в тот же лагерь, где находились архиепископ Курский Онуфрий (Гагалюк).
Архиепископ Онуфрий в письме от 24 августа 1937 года писал: «…Владыка Антоний (Панкеев) живет теперь недалеко от нас: в Средне-Бельском совхозе, на втором участке, а мой пятый участок. Он устроился прилично, хотя здоровьем немного ослабел… Работаем на общих полях вместе с Владыкой Антонием…».
В феврале 1938 года в его отношении начато новое дело. Был обвинён в том, что вместе владыкой Онуфрием возглавил контрреволюционную группировку, которая занималась дезорганизацией производства; кроме того, её члены собирались группами в палатке и совершали религиозные обряды, пели молитвы. В марте обвиняемые были заключены в Благовещенскую тюрьму. 17 марта Тройка НКВД приговорила их к расстрелу. 1 июня архиепископ Онуфрий (Гагалюк), епископ Антоний (Панкеев), священники Ипполит Красновский, Николай Садовский, Митрофан Вильгельмский, Василий Иванов, Николай Кулаков, Максим Богданов, Михаил Дейнека, Александр Ерошов, Александр Саульский, Павел Попов и псаломщики Григорий Богоявленский и Михаил Вознесенский были расстреляны.

## Канонизация и почитание
На Архиерейском соборе Русской православной церкви 2000 года епископ Антоний (Панкеев) причислен к лику святых новомучеников и исповедников Российских.